# Gummihaj

Gummihaj (Mustelus antarcticus) eller Antarktisk hundhaj (svenskt handelsnamn) är en hajart som beskrevs av Günther 1870. Gummihajen ingår i släktet Mustelus och familjen hundhajar. Inga underarter finns listade i Catalogue of Life.
I genomsnitt är honor med en kroppslängd av 185,2 cm och en vikt av 24,8 kg längre och tyngre än hanar som är cirka 148,2 cm långa och 13,5 kg tunga.
Arten förekommer i havet vid södra Australien och Tasmanien. Den vistas i regioner som är upp till 350 meter djupa. Vanligen dyker gummihajen inte djupare än 80 meter.
Parningen sker vanligen i november och december eller i västra delen av utbredningsområdet fram till mars. Äggen kläcks redan inuti honans kropp och per tillfälle föds upp till 57 ungar. De är vid födelsen cirka 33 cm långa, väger ungefär 100 g och har gulesäcken kvar. Könsmognaden infaller för hanar efter fyra år och för honor efter fem år. Några exemplar blev 16 år gamla.
Arten har kräftdjur, små fiskar, havsmaskar och ibland bläckfiskar som föda. Fler individer som ofta har samma kön och storlek bildar en grupp.
Gummihajen fiskas med fiskenät. Hela populationen antas vara stabil. IUCN kategoriserar arten globalt som livskraftig.